# Pic de Ransol
Pic de Ransol – szczyt górski w Pirenejach Wschodnich. Administracyjnie położony jest na granicy Andory (parafia Encamp) z Francją (departament Ariège). Wznosi się na wysokość 2733 m n.p.m.. 
Na północny zachód od Pic de Ransol usytuowany jest szczyt Pic de l’Homme Mort (2655 m n.p.m.), na południowy wschód Pic de la Coma de Varilles (2755 m n.p.m.), na południowy zachód Bony de la Pala de Jan (2525 m n.p.m.), natomiast na zachód położony jest Pic de Mil Menut (2778 m n.p.m.). Na północ od szczytu znajduje się jezioro Étang de Coume d’Osé, natomiast na wschód Étang de la Coume de Varilhes.